# Jeen-Yuhs
jeen-yuhs: Una trilogía de Kanye West (o simplemente jeen-yuhs) es una miniserie documental estadounidense de 2022 dirigida por Coodie Simmons & Chike Ozah sobre la vida del rapero, productor discográfico y diseñador de moda estadounidense Kanye West.